# ヤマハ・FZR400
ヤマハ・FZR400（エフゼットアールよんひゃく）は、ヤマハ発動機から発売されたオートバイ。車体種別はレーサーレプリカ。FZ400RをベースにしたワークスTT-F3レーサー「FZR400」も同一名称で存在する。

## 概要
FZR400はXJ400Zを発展させたFZ400Rの後継車種としてデビューした。水冷4サイクル直列4気筒エンジンは「ジェネシスコンセプト」に基づき、前傾してデルタボックスタイプのフレームに搭載された。

## モデル一覧

### FZR400（1WG）
1986年発売。1WG型。テールカウルがコンパクトに設計され、独創的なデザインに仕上げられている。
エンジンを45度前傾したことにより、エアクリーナー+ダウンドラフトキャブレターをエンジン真上にレイアウト。そのため、一見燃料タンクに見える場所にはエアクリーナーボックスとコンパクトな燃料タンクが配置され、その上を樹脂製のカバーによって覆われている。そのため、磁石で固定することが一般的だったタンクバッグが使えないという点は不評だった。

### FZR400R（2TK）
1987年にFZR400R（2TK型）という限定車が発売された。これはレースベースのSP車両で、通常モデルとの外観の大きな違いはシングルシートが装着されている点。そのほかにもアルミ製タンクカバー、クロスミッション、強化クラッチ、ピストンオイルクーラー（ピストン裏にオイルを吹き付ける）を装着。オイルクーラーの設置や足回り（サスペンション、ブレーキなど）にも手が加えられ、排気デバイスEXUPが初めて採用された。新車価格は89万円と、通常モデルよりも20万ほど高い豪華仕様となっている。

### FZR400（3BF）、FZR400S（3FH）
1988年から北米市場向けにFZR400(1WG)ベースのFZR400(3BF)、排ガス規制が厳しいカルフォルニア州向けにFZR400(1WG)をベースにFZR400R(2TK)の排気デバイスEXUP等が取り付けられたFZR400S(3FH)が発売た。
FZR400Sは一人乗りだが外見はFZR400(1WG)にシングルシートカバーが付けられた形となっている。

最終型の1990年型はフロント周りがFZR400(3EN1)のフォーク、ブレーキに変更、リアがFZR400R(3EN2)のアルミデルタボックススイングアームに変更された。

### FZR400（3EN1）、FZR400R（3EN2）
1988年発売。3EN1型。前モデルの限定車、2TK型並の装備を身にまとってマイナーチェンジ。新設計のエンジンを搭載。また、このモデルからEXUPが標準装備された。外観上の主な特徴はF.A.I（フレッシュ・エアー・インテーク）を導入。新鮮な空気をエンジンに送り込めるようになった。また、楕円型断面のステンレスマフラーを標準装備。
3EN1をベースに輸出仕様のFZR600が開発され、3EN1のアッバースカウル、サイドカウル等のデザインは1999年の最終型のFZR600まで使われ一番長寿のデザインとなる。
1989年にFZR400R（3EN2型）としてマイナーチェンジ。
デルタボックスフレームの技術を応用したデルタボックススイングアームが特徴である。
このモデルのスイングアームは、タイヤを脱着してもチェーン調整が不変となる後輪支持構造となっており、耐久レースでのタイヤ交換を考慮している。
初代FZR400からの特徴である「一見燃料タンクに見える場所にエアクリーナーボックスとコンパクトな燃料タンクを配し、その上をカバーで覆う構造」を継承しているが、磁石で固定するタンクバッグが使えるように改善されている。
外装（OW01似）と足回りを変更しフルモデルチェンジに近い内容だったが、半年ほどでFZR400RRが発売されてしまう。マフラーはアルミ外装真円断面。

### FZR400RR（3TJ/4DX）
1989年12月発売。3TJ型（3TJ-1）。デザインを一新してFZR400RRとして登場。デルタボックスフレームは新設計になり、エンジンもシリンダの前傾が45度から35度に改められた新設計の物を搭載する。ホイールはこれまでの前17/後18インチの異径から、前後17インチに変更。それと相まってタイヤサイズも前110/後140から前120/後160と、太いサイズになっている。外見上の大きな点は、従来型の二灯式から一体化された二灯式プロジェクターランプ化された点。カラーはシルキーホワイト/アップルレッドと、ブラックゴールドの2色。
- 1990年 1月　クロスミッション、強化クラッチ、水冷式オイルクーラー、減衰力調整式フロントサスペンション、タンク別体式リアサスペンションなどを追加装備したSP（スポーツプロダクションレース）仕様（FZR400RR-SP、3TJ-2）が発売された。標準モデルと異なり、1名乗車となっている。カラーはシルキーホワイト/ファインレッドのみ。
- 1992年　イギリスおよびフランス向けにFZR400RR(4DX)が発売。馬力規制が無い為、66psのフルパワーとなっている。  エンジンはFZR400RRSPベースで車体はFZR400RRベースとなっている。ヘッドライト、テールランプは規制の違いで日本仕様と異なる。
- 1992年12月　FZR400RR-SPがFCRφ32キャブレターを装備し、ZR仕様タイヤを装備したモデルに変更（3TJ-6）。また、国内メーカーのエンジン出力の自主規制の関係で最大出力が53psになった。これより標準モデルは発売されず、SP仕様のみとなる。カラーはブルーイッシュホワイトカクテル1/ビビッドマゼンタカクテル1のみ。
- 1994年 2月　カラーリング変更した最終モデル。カラーはブルーイッシュホワイトカクテル1。